# Обнинска АЕЦ
Обнинската АЕЦ (на руски: Обнинская АЭС) е първата атомна електроцентрала в света, свързана към електропреносната мрежа. Започва работа на 26 юни 1954 г. и е разположена в първия наукоград Обнинск, Калужка област, Русия.
Строителството на електроцентралата започва на 31 декември 1950 г. Докато е в експлоатация, централата разполага с реактор тип АМ-1 с чиста мощност 5 MW, първоначално използващ 5% обогатен уран. Технологията на реактора в Обнинската АЕЦ е усъвършенствана през годините и впоследствие от нея се появяват по-мощните реактори тип РБМК.
През април 2002 г. е изведена извън експлоатация, а в днешно време работи като научно-изследователски комплекс и музей. Сградата на електроцентралата в днешно време е обект на културното наследство на Русия и се охранява от държавата.